# William Ive (MP)
William Ive (falecido em 1387) foi um membro do Parlamento inglês.

## Carreira
Ele foi membro do Parlamento da Inglaterra por Sandwich em maio de 1382, 1385 e 1386. Ele também foi prefeito de Sandwich de 1376 a 1380. Ele possuía terras em East Kent, incluindo Downhamford, Wingham, Cornilo, Eastry, Deal e Woodnesborough.